# Guisande (Braga)
Guisande is een plaats (freguesia) in de Portugese gemeente Braga en telt 453 inwoners (2001).